# Chakrasamvara

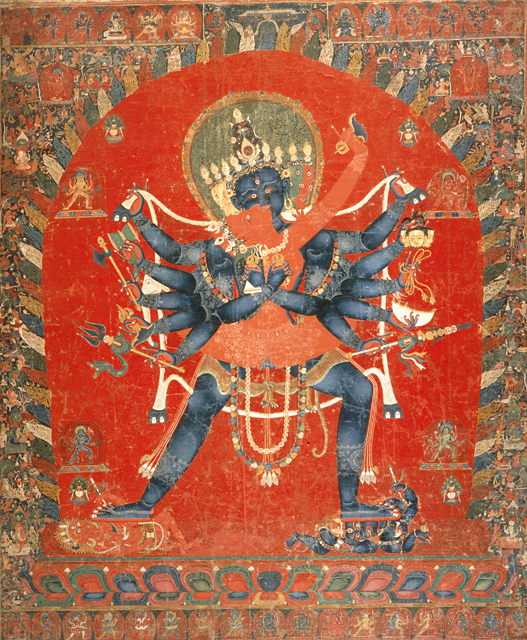
Chakrasamvara e la sua consorte Vajravarahi

Chakrasamvara (Tibetano: Korlo Demchog, Wylie: 'khor-lo bde-mchog) anche conosciuta con il nome di Heruka (Tibetano: khrag 'thung), è una categoria di divinità irate del Buddismo Vajrayāna, . Essi sono esseri illuminati che adottano un aspetto feroce a beneficio di tutti gli esseri senzienti. In Cina e Giappone era chiamato il Re della Saggezza. Chakrasamvara rappresenta l'incarnazione della beatitudine invisibile e della vacuità. Appaiono come yidam o divinità meditative nel sadhana tantrico, solitamente rappresentate al centro di un maṇḍala e spesso accompagnate dalla propria consorte in yab-yum.

## Gli Otto Heruka della tradizione Nyingma Mahayoga

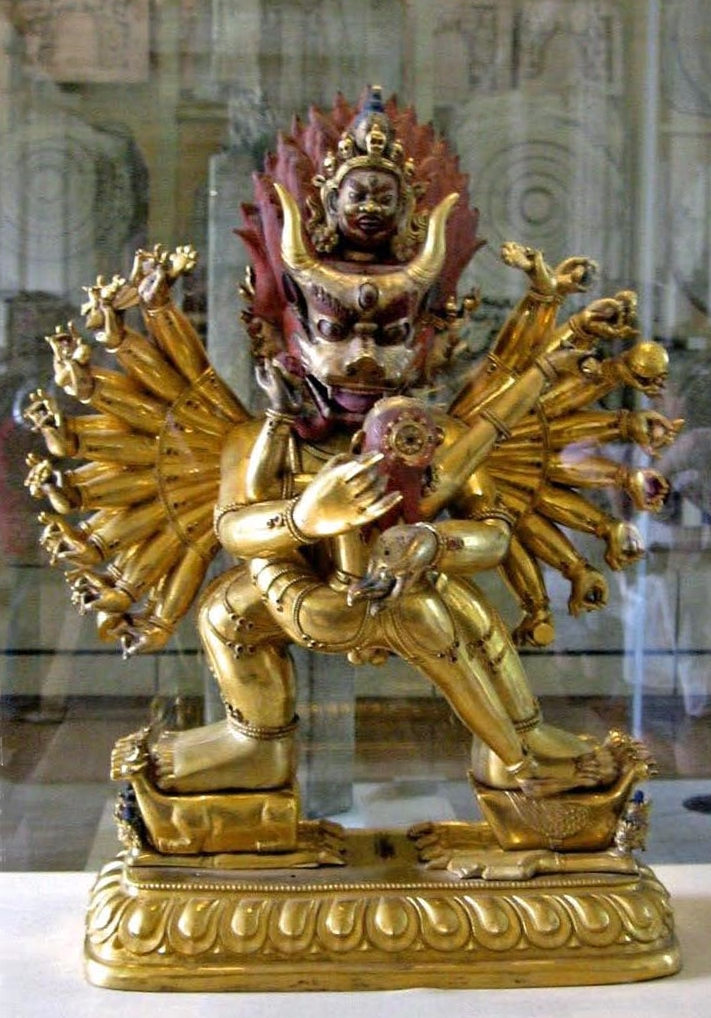
Yamantaka e la sua consorte Vajrabhairav, British Museum

Gli Otto Heruka (Wylie: sgrub pa bka' brgyad) della tradizione Nyingma Mahayoga  (e i loro sadhana corrispondenti) sono stati ricevuti da Padmakara dagli Otto Vidyadharas (Tib. Rigdzin), o Otto Grandi Acharyas: Manjushrimitra, Nāgārjuna, Vajrahumkara, Vimalamitra, Prabhahasti, Dhanasamskrita, Shintamgarbha e Guhyachandra. Essi sono i protettori delle seguenti pratiche:
1) Yamantaka (Tib. Jampal Shinje, Wylie: 'jam dpal sku) forma irata di Manjushri, divinità del corpo.
2) Hayagriva (Tib. Pema Sung, padma gsung) forma irata di Amitabha, divinità della parola.
3) Vishuddha/Sri Samyak (Tib. Yangdak Thuk, Wylie:  yang dag thugs) forma irata di Vajrapāṇi, divinità della mente.
4) Vajramrita (Tib. Dudtsi Yonten, Wylie:  bdud rtsi yon tan) forma irata di Samantabhadra, divinità della qualità dell'Illuminazione.
5) Vajrakilaya/Vajrakumara (Tib. Dorje Phurba, Wylie:  phur ba ‘phrin las), forma irata di Vajrasattva, divinità della purificazione.
6) Matarah (Tib. Mamo Botong, Wylie:  ma mo rbod gtong) forma irata di Akasagarbha, divinità della chiamata e dell'esecuzione.
7) Lokastotrapuja-natha (Tib. Jigten Chotod, Wylie: 'jig rten mchod bstod) forma irata di Kṣitigarbha, divinità delle offerte terrene e della lode.
8) Vajramantrabhiru (Tib. Mopa Dragnak, Wylie:  mod pa drag sngags) forma irata di Maitreya, divinità dei mantra irati.
Padmasambhava è nominato nel Bardo Thodol (Antarabhavatantra - "Il Libro tibetano dei Morti"): "Il punto cruciale è, infatti, che coloro che hanno meditato sulla formale descrizione di questi Herukakaya ("corpi di Heruka"), e hanno fatto loro delle offerte o rivolto loro delle lodi, o, in ultima istanza, hanno semplicemente visto le loro immagini dipinte o le loro sculture, possono riconoscere le forme che da qui sorgono e ottenere il moksha."